# Dosinia hayashii
Dosinia hayashii is een tweekleppigensoort uit de familie van de Veneridae. De wetenschappelijke naam van de soort is voor het eerst geldig gepubliceerd in 1976 door Habe.